# Серу
Серу́ (фр. Ceyroux) — коммуна во Франции, находится в регионе Лимузен. Департамент коммуны — Крёз. Входит в состав кантона Беневан-л’Аббеи. Округ коммуны — Гере.
Код INSEE коммуны — 23042.

## Население
Население коммуны на 2010 год составляло 127 человек.
| 1962 | 1968 | 1975 | 1982 | 1990 | 1999 | 2010 |
| ---- | ---- | ---- | ---- | ---- | ---- | ---- |
| 303  | 266  | 203  | 181  | 135  | 107  | 127  |

## Экономика
В 2010 году среди 60 человек трудоспособного возраста (15—64 лет) 42 были экономически активными, 18 — неактивными (показатель активности — 70,0 %, в 1999 году было 58,1 %). Из 42 активных жителей работали 40 человек (24 мужчины и 16 женщин), безработных было 2 (1 мужчина и 1 женщина). Среди 18 неактивных 1 человек был учеником или студентом, 14 — пенсионерами, 3 были неактивными по другим причинам.